# 平本勇
平本 勇（ひらもと いさむ）は、日本の編集技師。

## 主な作品

### 映画
- けんじ君の春 （2015年）[1]
- 黒崎くんの言いなりになんてならない （2016年）
- サブイボマスク （2016年）
- 貞子vs伽椰子 （2016年）
- TOKYO CITY GIRL -2016- （2016年）[2][3][4]
- 14の夜 （2016年）
- よろずや探偵談 （2017年）
- HiGH&LOW THE MOVIE 2 / END OF SKY （2017年）
- 狂い華『優しい日常』 （2017年）
- HiGH&LOW THE MOVIE 3 / FINAL MISSION （2017年）
- 鋼の錬金術師 FULLMETAL ALCHEMIST （2017年）
- 覚悟はいいかそこの女子。（2018年）
- いとまごい （2018年）
- 嫌われたくないからで。（2021年）

### テレビドラマ
- SHARK （2014年、日本テレビ）
- SHARK 2nd Season （2014年、日本テレビ）
- 東京ガードセンター （2014年、Dlife）
- 近キョリ恋愛 〜Season Zero〜 （2014年、日本テレビ）
- タイムスパイラル （2014年、NHK BSプレミアム）
- 松本清張ミステリー時代劇 （2015年、BSジャパン）[5]
- マジすか学園5 （2015年、日本テレビ | Hulu）
- 監獄学園 -プリズンスクール- （2015年、MBS | TBS）
- マジすか学園0 木更津乱闘編 （2015年、日本テレビ | Hulu）
- よろず屋ジョニー （2015年、フジテレビTWO | フジテレビ）
- 黒崎くんの言いなりになんてならない （2015年、日本テレビ）
- 警視庁捜査一課9係 第11シリーズ （2016年、テレビ朝日）
- 男と女のミステリー時代劇 （第六話『身代り稼ぎ』2016年、BSジャパン）
- 刑事7人 第2シリーズ （2016年、テレビ朝日）
- 警視庁捜査一課9係 第12シリーズ （2017年、テレビ朝日）
- 特捜9 （2018年、テレビ朝日）
- 覚悟はいいかそこの女子。 （2018年、MBS | TBS）
- 刑事7人 第4シリーズ （2018年、テレビ朝日）
- 面白南極料理人 （2019年、テレビ大阪 | BSテレ東）
- 特捜9 season2 （2019年、テレビ朝日）
- 刑事7人 第5シリーズ （2019年、テレビ朝日）
- 愛しのナニワ飯（2019年、テレビ大阪 | テレビ東京）
- Home Sweet Tokyo Season3（2019年、NHKワールド JAPAN）
- 特捜9 season3 （2020年、テレビ朝日）
- 映像研には手を出すな！（2020年、MBS | TBS）
- 働かざる者たち（2020年、テレビ東京）

### 配信ドラマ
- 龍が如く 魂の詩。 （2016年、GEOチャンネル）
- 逃亡料理人ワタナベ （2019年、ひかりTVチャンネル）

### ドキュメンタリー情報番組
- 夢かなえるまで!! （2013年、テレビ神奈川、テレビ埼玉）
- 昭和偉人伝 （第100回『藤城清治』2018年、BS朝日）

### 音楽番組
- 夢かなえるまで2 Believe in Music 〜音楽を信じて〜 （2013年、テレビ神奈川、テレビ埼玉）

### ミュージックビデオ
- 河村隆一「Miss you」
- Chie「LIFE LOVE GAME」
- SHiON「Love Me Harder」
- SNiii「A専彼氏」

### DVD
- GENERATIONS from EXILE TRIBE「THE NEXT」（2018年）
  - ベストアルバム「BEST GENERATION」収録
- GENERATIONS from EXILE TRIBE「EXPERIENCE」（2019年）
  - DVD&Blu-ray「GENERATIONS LIVE TOUR 2018 UNITED JOURNEY」収録
- GLAY「DEMOCRACY MOVIE」（2019年）
  - 57thシングル「G4・VII-Eleven-」収録

- FANTASTICS from EXILE TRIBE「NINE」（2020年）
  - 1stアルバム「FANTASTIC 9」収録

### CM
- レイチェル・プラッテン「ワイルドファイア」3rdアルバム/日本盤（2016年）